# Arnocrinum
Arnocrinum es un género de plantas monocotiledóneas perteneciente a la familia Xanthorrhoeaceae. Incluye tres especies.

## Especies
- Arnocrinum drummondii
- Arnocrinum gracillimum
- Arnocrinum preissii